# Nyugati lármáskuvik
A nyugati lármáskuvik (Megascops kennicottii) a madarak (Aves) osztályának bagolyalakúak (Strigiformes) rendjéhez, ezen belül a bagolyfélék (Strigidae) családjához tartozó faj.

## Rendszerezése
A fajt Daniel Giraud Elliot amerikai zoológus írta le 1867-ben, a Scops nembe Scops kennicottii néven. Sorolták az Otus nembe Otus kennicottii néven is.

## Alfajai
- Megascops kennicottii aikeni Brewster, 1891
- Megascops kennicottii bendirei (Brewster, 1882)
- Megascops kennicottii cardonensis (Huey, 1926)
- Megascops kennicottii kennicottii (D. G. Elliot, 1867)
- Megascops kennicottii macfarlanei Brewster, 1891
- Megascops kennicottii suttoni (R. T. Moore, 1941)
- Megascops kennicottii vinaceus Brewster, 1888
- Megascops kennicottii xantusi Brewster, 1902
- Megascops kennicottii yumanensis (A. H. Miller & L. Miller, 1951)[2]

## Előfordulása
Észak-Amerika nyugati részén, Kanada, az Amerikai Egyesült Államok és Mexikó, valamint Guatemala, Honduras és Nicaragua területén honos. Természetes élőhelyei a mérsékelt övi erdők, cserjések és sivatagok, szubtrópusi és trópusi száraz erdők, cserjések, síkvidéki és hegyi esőerdők, valamint másodlagos erdők, vidéki kertek és városi régiók. Vonuló faj.

## Megjelenése
Testhossza 24 centiméter, testtömege 90-250 gramm.
|  |  |

## Természetvédelmi helyzete
Az elterjedési területe rendkívül nagy, egyedszáma ugyan csökken, de még nem éri el a kritikus szintet. A Természetvédelmi Világszövetség Vörös listáján nem fenyegetett fajként szerepel.